# Serbische Beachhandball-Nationalmannschaft der Juniorinnen
Die serbische Beachhandball-Nationalmannschaft der Juniorinnen repräsentiert den serbischen Handballverband als Auswahlmannschaft auf internationaler Ebene bei Länderspielen im Beachhandball gegen Nachwuchs-Mannschaften anderer nationaler Verbände.
Als Überbau fungiert die A-Nationalmannschaft, die Serbische Beachhandball-Nationalmannschaft der Junioren ist das männliches Pendant.

## Geschichte
Serbien beziehungsweise die Vorgängerstaaten Jugoslawien sowie Serbien und Montenegro gehörten wie viele der traditionellen Handball-Nationen auf dem Balkan zu den frühen europäischen Ländern, in denen der Beachhandball Fuß fassen konnte. Somit war es nicht verwunderlich, dass die weibliche Nachwuchs-Nationalmannschaft 2008 zu den ersten Teilnehmern der neu begründeten Junioren-Europameisterschaften gehörten. Das erreichen des Halbfinals 2011 und der anschließende vierte Rang in Umag sollte der größte Erfolg werden. Danach trat die Mannschaft international nicht mehr an, auch die Mannschaften der Frauen und des männlichen Nachwuchses kamen seitdem nur noch zu sporadischen Einsätzen. Einzig die A-Nationalmannschaft der Männer tritt regelmäßig bei den Europameisterschaften an.

## Teilnahmen
| Olympische Jugendspiele - 2018 (U 18): nicht qualifiziert - 2026 (U 18): Junioren-Weltmeisterschaften - 2017 (U 17): nicht qualifiziert - 2022 (U 18): nicht qualifiziert | Junioren-Europameisterschaften - 2008 (U 18): 5. - 2011 (U 19): 4. - 2012 (U 18): keine Teilnahme - 2013 (U 19): keine Teilnahme - 2014 (U 18): keine Teilnahme - 2015 (U 19): keine Teilnahme - 2016 (U 16): keine Teilnahme - 2017 (U 17): keine Teilnahme - 2018 (U 18): keine Teilnahme - 2019 (U 17): keine Teilnahme - 2020 (U 16): ausgefallen - 2021 (U 17): keine Teilnahme - 2022 (U 16): keine Teilnahme - 2023 (U 17): |

- JEM 2008 (U 18): Milica Milošević • Nataša Milutinović • Tamara Pavlović • Alexandra Stepanić • Danica Stojiković • Marija Todorović • Jelena Varda • Svetlana Vujović[1]

- JEM 2011 (U 19): Miljana Dimić • Sandra Filipović • Tamara Georgijev • Marija Petrović • Nevena Popović • Nina Ribičić • Jovana Risović • Sara Stankovski[2]

## Trainer
| Cheftrainer/in - 2008: Vesna Bojković - 2011: Saša Kuburović | Co-Trainer/in - 2008: Danijel Petković - 2011: Vanja Antić |